# Concerto del Primo Maggio

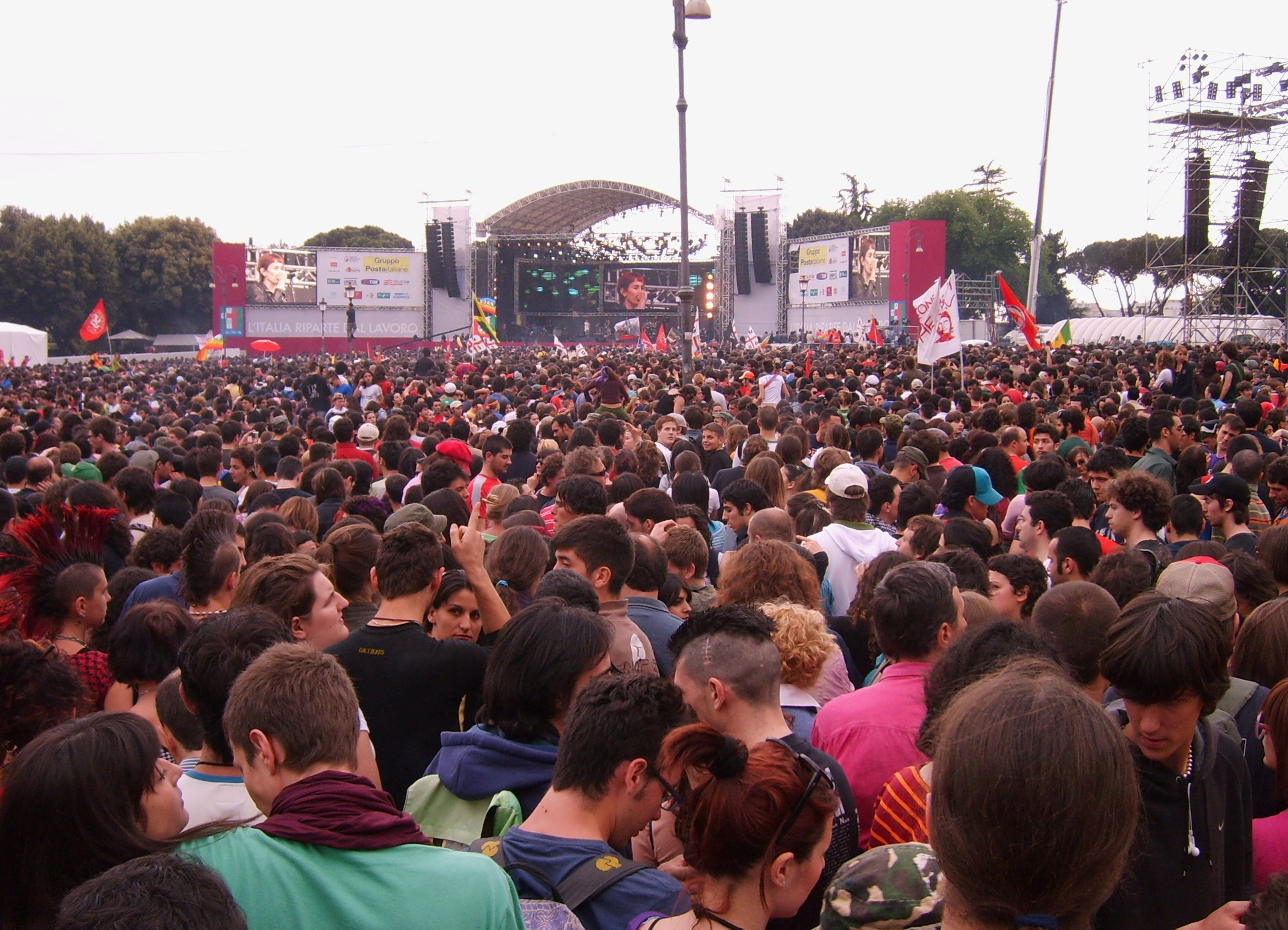
Il Concerto del Primo Maggio del 2007

Il Concerto del Primo Maggio è un festival musicale che dal 1990 è organizzato annualmente in occasione della Festa dei lavoratori in piazza San Giovanni in Laterano a Roma (antistante l'omonima basilica) dai tre sindacati confederati italiani: CGIL, CISL e UIL. L'evento è chiamato anche Concertone per via della sua durata, avendo inizio nel pomeriggio e terminando a tarda notte.

## Produzione
L'avvenimento ogni anno richiama un gran numero di spettatori da tutta Italia e non solo, proponendo artisti sia italiani che stranieri come Robert Plant (ex Led Zeppelin) e gli Oasis nel 2002, gli Iron Maiden nel 1993 e gli Editors nel 2017.

## Trasmissione
Il concerto viene trasmesso attualmente su Rai 3 e dal 2014 anche in radio su Rai Radio 2.
La trasmissione del concerto è pressoché integrale; tuttavia è capitato che alcune delle esibizioni finali siano state tagliate dalla diretta, come accaduto ai Litfiba nel 1997, alla Premiata Forneria Marconi nel 1998, a Cristiano De André nel 2013, ad Edoardo Bennato nel 2017 e agli Extraliscio nel 2021: ciò è accaduto per lasciare la linea al TG3 Linea Notte per informare in quanto canale di servizio pubblico.

## Programma
La rassegna parte dal pomeriggio e vede esibirsi un gran numero di gruppi musicali italiani, solitamente della scena musicale indipendente. Ciascun gruppo si esibisce per breve tempo (tre/quattro canzoni) prima di lasciare spazio al successivo. Ogni anno vengono chiamati a esibirsi anche ospiti internazionali, tranne in rari casi come le edizioni del 2013 e del 2014.

## Pubblico
L'evento attira, ogni anno, una gran folla di spettatori. Durante la giornata, dal palco vengono più volte fornite le cifre relative al numero dei presenti. Nel corso degli anni, tale cifra è variata tra una media di 500 000 e 800 000 unità, arrivando a toccare il picco di 1 milione di spettatori nel 2006. Tuttavia, queste cifre sono molto superiori a quella che sembrerebbe essere la reale capienza della piazza. Pertanto, ove indicato, il numero di spettatori è quello fornito dagli organizzatori dell'evento, non verificato in altro modo.

## Edizioni
| Edizione | Messa in onda  | Conduzione           | Conduzione           | Conduzione           | Cast                 | Cast                 | Cast                 | Cast               | Cast                | Regia                          | Orario di trasmissione | Reti  | Reti  | Reti  | Sede principale                                        |
| -------- | -------------- | -------------------- | -------------------- | -------------------- | -------------------- | -------------------- | -------------------- | ------------------ | ------------------- | ------------------------------ | ---------------------- | ----- | ----- | ----- | ------------------------------------------------------ |
| 1        | 1º maggio 1990 | Carlo Massarini      | Ombretta Colli       | Ombretta Colli       | Non presente         | Non presente         | Non presente         | Non presente       | Non presente        | Adolfo Lippi                   | 21:30-23:45            | Rai 1 | Rai 2 | Rai 2 | Piazza San Giovanni in Laterano, Roma                  |
| 2        | 1º maggio 1991 | Vincenzo Mollica     | Non presenti         | Non presenti         | Non presente         | Non presente         | Non presente         | Non presente       | Non presente        | Declan Lowney                  | 17:05-20:00            | Rai 1 | Rai 2 | Rai 3 | Piazza San Giovanni in Laterano, Roma                  |
| 3        | 1º maggio 1992 | Vincenzo Mollica     | Non presenti         | Non presenti         | Non presente         | Non presente         | Non presente         | Non presente       | Non presente        | Pepi Morgia e Cesare Pierleoni | 18:45-21:50            | Rai 1 | Rai 2 | Rai 3 | Piazza San Giovanni in Laterano, Roma                  |
| 4        | 1º maggio 1993 | Vincenzo Mollica     | Paolo Zaccagnini     | Paolo Zaccagnini     | Non presente         | Non presente         | Non presente         | Non presente       | Non presente        | Cesare Pierleoni               | 22:05-00:30            | Rai 1 | Rai 2 | Rai 3 | Piazza San Giovanni in Laterano, Roma                  |
| 5        | 1º maggio 1994 | Vincenzo Mollica     | Non presente         | Non presente         | Non presente         | Non presente         | Non presente         | Non presente       | Non presente        | Cesare Pierleoni               | 20:45-23:45            | Rai 1 | Rai 1 | Rai 1 | Piazza San Giovanni in Laterano, Roma                  |
| 6        | 1º maggio 1995 | Piero Chiambretti    | Kay Rush             | Paolo Rossi          | Non presente         | Non presente         | Non presente         | Non presente       | Non presente        | Eric Colombardo                | 18:18-19:40            | Rai 3 | Rai 3 | Rai 3 | Piazza San Giovanni in Laterano, Roma                  |
| 7        | 1º maggio 1996 | Piero Chiambretti    | Kay Rush             | Gianni Minà          | Non presente         | Non presente         | Non presente         | Non presente       | Non presente        | Cesare Pierleoni               | 19:20-20:57            | Rai 2 | Rai 2 | Rai 2 | Piazza San Giovanni in Laterano, Roma                  |
| 8        | 1º maggio 1997 | Piero Chiambretti    | Kay Rush             | Gianni Minà          | Non presente         | Non presente         | Non presente         | Non presente       | Non presente        | Cesare Pierleoni               | 21:17-21:59            | Rai 2 | Rai 2 | Rai 2 | Piazza San Giovanni in Laterano, Roma                  |
| 9        | 1º maggio 1998 | Pierluigi Diaco      | Enrico SIlvestrin    | Paola Maugeri        | Non presente         | Non presente         | Non presente         | Non presente       | Non presente        | Cesare Pierleoni               | 18:29-20:45            | Rai 2 | Rai 2 | Rai 2 | Piazza San Giovanni in Laterano, Roma                  |
| 10       | 1º maggio 1999 | Piero Chiambretti    | Asia Argento         | Mixo                 | Non presente         | Non presente         | Non presente         | Non presente       | Non presente        | Cesare Pierleoni               | 13:49-14:11            | Rai 3 | Rai 3 | Rai 3 | Piazza San Giovanni in Laterano, Roma                  |
| 11       | 1º maggio 2000 | Piero Chiambretti    | Kay Rush             | Kay Rush             | Non presente         | Non presente         | Non presente         | Non presente       | Non presente        | Cesare Pierleoni               | 17:10-18:59            | Rai 3 | Rai 3 | Rai 3 | Piazzale della Croce del Giubileo di Tor Vergata, Roma |
| 12       | 1º maggio 2001 | Piero Chiambretti    | Sarah Felberbaum     | Rosalinda Celentano  | Non presente         | Non presente         | Non presente         | Non presente       | Non presente        | Cesare Pierleoni               | 20:18-21:52            | Rai 3 | Rai 3 | Rai 3 | Piazza San Giovanni in Laterano, Roma                  |
| 13       | 1º maggio 2002 | Claudio Amendola     | Non presenti         | Non presenti         | Amanda Sandrelli     | Martina Stella       | Annapaola Mancino    | Paola Maugeri      | Tamara Donà         | Roberta Bellini                | 16:15-18:02            | Rai 3 | Rai 3 | Rai 3 | Piazza San Giovanni in Laterano, Roma                  |
| 13       | 1º maggio 2002 | Claudio Amendola     | Non presenti         | Non presenti         | Kris Reichert        | Kris Reichert        | Kris Reichert        | Fabio Volo         | Fabio Volo          | Roberta Bellini                | 16:15-18:02            | Rai 3 | Rai 3 | Rai 3 | Piazza San Giovanni in Laterano, Roma                  |
| 14       | 1º maggio 2003 | Claudio Amendola     | Paola Cortellesi     | Marco Baldini        | Non presente         | Non presente         | Non presente         | Non presente       | Non presente        | Cesare Pierleoni               | 14:00-20:00            | Rai 3 | Rai 3 | Rai 3 | Piazza San Giovanni in Laterano, Roma                  |
| 15       | 1º maggio 2004 | Claudio Bisio        | Paolo Cevoli         | Paolo Cevoli         | Non presente         | Non presente         | Non presente         | Non presente       | Non presente        | Cesare Pierleoni               | 15:48-20:30            | Rai 3 | Rai 3 | Rai 3 | Piazza San Giovanni in Laterano, Roma                  |
| 16       | 1º maggio 2005 | Claudio Bisio        | Antonio Cornacchione | Antonio Cornacchione | Non presente         | Non presente         | Non presente         | Non presente       | Non presente        | Cesare Pierleoni               | 13:59-18:20            | Rai 3 | Rai 3 | Rai 3 | Piazza San Giovanni in Laterano, Roma                  |
| 17       | 1º maggio 2006 | Claudio Bisio        | Non presenti         | Non presenti         | Non presente         | Non presente         | Non presente         | Non presente       | Non presente        | Cesare Pierleoni               | 21:30-22:48            | Rai 3 | Rai 3 | Rai 3 | Piazza San Giovanni in Laterano, Roma                  |
| 18       | 1º maggio 2007 | Paolo Rossi          | Claudia Gerini       | Andrea Rivera        | Non presente         | Non presente         | Non presente         | Non presente       | Non presente        | Lucio Testa                    | 15:00-00:00            | Rai 3 | Rai 3 | Rai 3 | Piazza San Giovanni in Laterano, Roma                  |
| 19       | 1º maggio 2008 | Claudio Santamaria   | Claudio Santamaria   | Claudio Santamaria   | Non presente         | Non presente         | Non presente         | Non presente       | Non presente        | Milena Milani                  | 15:00-00:00            | Rai 3 | Rai 3 | Rai 3 | Piazza San Giovanni in Laterano, Roma                  |
| 20       | 1º maggio 2009 | Sergio Castellitto   | Sergio Castellitto   | Sergio Castellitto   | Non presente         | Non presente         | Non presente         | Non presente       | Non presente        | Manuela Leombruni              | 15:00-00:00            | Rai 3 | Rai 3 | Rai 3 | Piazza San Giovanni in Laterano, Roma                  |
| 21       | 1º maggio 2010 | Sabrina Impacciatore | Sabrina Impacciatore | Sabrina Impacciatore | Non presente         | Non presente         | Non presente         | Non presente       | Non presente        | Andrea Conte                   | 15:00-00:00            | Rai 3 | Rai 3 | Rai 3 | Piazza San Giovanni in Laterano, Roma                  |
| 22       | 1º maggio 2011 | Neri Marcorè         | Neri Marcorè         | Neri Marcorè         | Non presente         | Non presente         | Non presente         | Non presente       | Non presente        | Carmine Elia                   | 15:00-00:00            | Rai 3 | Rai 3 | Rai 3 | Piazza San Giovanni in Laterano, Roma                  |
| 23       | 1º maggio 2012 | Francesco Pannofino  | Virginia Raffaele    | Virginia Raffaele    | Non presente         | Non presente         | Non presente         | Non presente       | Non presente        | Elisabetta Nobiloni Laloni     | 15:00-00:00            | Rai 3 | Rai 3 | Rai 3 | Piazza San Giovanni in Laterano, Roma                  |
| 24       | 1º maggio 2013 | Geppi Cucciari       | Geppi Cucciari       | Geppi Cucciari       | Vincenzo Mollica     | Carlo Massarini      | Paola Maugeri        | Enrico Silvestrin  | Francesco Pannofino | Daniela Di Luise               | 15:00-00:00            | Rai 3 | Rai 3 | Rai 3 | Piazza San Giovanni in Laterano, Roma                  |
| 24       | 1º maggio 2013 | Geppi Cucciari       | Geppi Cucciari       | Geppi Cucciari       | Dario Vergassola     | Dario Vergassola     | Claudio Santamaria   | Claudio Santamaria | Paolo Rossi         | Daniela Di Luise               | 15:00-00:00            | Rai 3 | Rai 3 | Rai 3 | Piazza San Giovanni in Laterano, Roma                  |
| 25       | 1º maggio 2014 | Francesca Barra      | Edoardo Leo          | Dario Vergassola     | Aldo Cazzullo        | Federica Sciarelli   | Gildo Claps          | Gherardo Colombo   | Maurizio Maggiani   | Claudio Norza                  | 15:00-00:00            | Rai 3 | Rai 3 | Rai 3 | Piazza San Giovanni in Laterano, Roma                  |
| 25       | 1º maggio 2014 | Francesca Barra      | Edoardo Leo          | Dario Vergassola     | Sabrina Impacciatore | Sabrina Impacciatore | Sabrina Impacciatore | Paola Minaccioni   | Paola Minaccioni    | Claudio Norza                  | 15:00-00:00            | Rai 3 | Rai 3 | Rai 3 | Piazza San Giovanni in Laterano, Roma                  |
| 26       | 1º maggio 2015 | Camila Raznovich     | Camila Raznovich     | Camila Raznovich     | Vincenzo Mollica     | Carlo Massarini      | Paola Maugeri        | Enrico Silvestrin  | Francesco Pannofino | Mario Barletta                 | 15:00-00:00            | Rai 3 | Rai 3 | Rai 3 | Piazza San Giovanni in Laterano, Roma                  |
| 26       | 1º maggio 2015 | Camila Raznovich     | Camila Raznovich     | Camila Raznovich     | Dario Vergassola     | Dario Vergassola     | Claudio Santamaria   | Claudio Santamaria | Paolo Rossi         | Mario Barletta                 | 15:00-00:00            | Rai 3 | Rai 3 | Rai 3 | Piazza San Giovanni in Laterano, Roma                  |
| 27       | 1º maggio 2016 | Luca Barbarossa      | Mariolina Simone     | Mariolina Simone     | Non presente         | Non presente         | Non presente         | Non presente       | Non presente        | Cristiano D'Alisera            | 15:00-00:00            | Rai 3 | Rai 3 | Rai 3 | Piazza San Giovanni in Laterano, Roma                  |
| 28       | 1º maggio 2017 | Camila Raznovich     | Clementino           | Clementino           | Non presente         | Non presente         | Non presente         | Non presente       | Non presente        | Cristiano D'Alisera            | 15:00-00:00            | Rai 3 | Rai 3 | Rai 3 | Piazza San Giovanni in Laterano, Roma                  |
| 29       | 1º maggio 2018 | Ambra Angiolini      | Lodo Guenzi          | Lodo Guenzi          | Non presente         | Non presente         | Non presente         | Non presente       | Non presente        | Cristiano D'Alisera            | 15:00-00:00            | Rai 3 | Rai 3 | Rai 3 | Piazza San Giovanni in Laterano, Roma                  |
| 30       | 1º maggio 2019 | Ambra Angiolini      | Lodo Guenzi          | Lodo Guenzi          | Non presente         | Non presente         | Non presente         | Non presente       | Non presente        | Cristiano D'Alisera            | 15:00-00:00            | Rai 3 | Rai 3 | Rai 3 | Piazza San Giovanni in Laterano, Roma                  |
| 31       | 1º maggio 2020 | Ambra Angiolini      | Non presenti         | Non presenti         | Non presente         | Non presente         | Non presente         | Non presente       | Non presente        | Max Di Nicola                  | 20:00-00:00            | Rai 3 | Rai 3 | Rai 3 | Teatro delle Vittorie, Roma                            |
| 32       | 1º maggio 2021 | Ambra Angiolini      | Stefano Fresi        | Lillo                | Non presente         | Non presente         | Non presente         | Non presente       | Non presente        | Fabrizio Guttuso Alaimo        | 16:30-00:20            | Rai 3 | Rai 3 | Rai 3 | Cavea dell'Auditorium Parco della Musica, Roma         |
| 33       | 1º maggio 2022 | Ambra Angiolini      | Non presenti         | Non presenti         | Bugo                 | Barbascura X         | Francesca Barra      | Claudio Santamaria | Giovanna Botteri    | Fabrizio Guttuso Alaimo        | 15:30-00:20            | Rai 3 | Rai 3 | Rai 3 | Piazza San Giovanni in Laterano, Roma                  |
| 33       | 1º maggio 2022 | Ambra Angiolini      | Non presenti         | Non presenti         | Marco Paolini        | Marco Paolini        | Riccardo Iacona      | Stefano Massini    | Valerio Lundini     | Fabrizio Guttuso Alaimo        | 15:30-00:20            | Rai 3 | Rai 3 | Rai 3 | Piazza San Giovanni in Laterano, Roma                  |
| 34       | 1º maggio 2023 | Ambra Angiolini      | Fabrizio Biggio      | Fabrizio Biggio      | Non presente         | Non presente         | Non presente         | Non presente       | Non presente        | Fabrizio Guttuso Alaimo        | 15:30-00:15            | Rai 3 | Rai 3 | Rai 3 | Piazza San Giovanni in Laterano, Roma                  |
| 35       | 1º maggio 2024 | Noemi                | Ermal Meta           | Non presente         | BigMama              | BigMama              | BigMama              | BigMama            | BigMama             | Fabrizio Guttuso Alaimo        | 15:15-00:15            | Rai 3 | Rai 3 | Rai 3 | Circo Massimo, Roma                                    |
| 36       | 1º maggio 2025 | Noemi                | Ermal Meta           | BigMama              | Vincenzo Schettini   | Vincenzo Schettini   | Vincenzo Schettini   | Vincenzo Schettini | Vincenzo Schettini  | Fabrizio Guttuso Alaimo        | 15:15-00:15            | Rai 3 | Rai 3 | Rai 3 | Piazza San Giovanni in Laterano, Roma                  |

## Cronologia

### 1990-1999

#### 1990
- Conduttore: Carlo Massarini e Ombretta Colli[13]
- Regia: Adolfo Lippi
- Tema:
- Artisti musicali: Litfiba, Zucchero, Edoardo Bennato, Pooh, Fabio Concato, Ladri di Biciclette, Gianni Morandi, Pino Daniele, Enrico Ruggeri, Caterina Caselli, Grazia Di Michele, Rats, Piccola Orchestra Avion Travel, Allison Run, Panoramics, Casino Royale, Formula 3
- Ospiti internazionali: Sam Moore, Bob Geldof e Miriam Makeba
- Trasmesso in TV su: Rai 1 e Rai 2
- Spettatori in piazza: 190 000[senza fonte]

#### 1991
- Conduttore: Vincenzo Mollica
- Regia: Declan Lowney
- Tema:
- Artisti musicali: Ligabue, Litfiba, Gang, Elio e le Storie Tese, Ricky Gianco, Piccola Orchestra Avion Travel, Roberto Vecchioni, Eugenio Finardi, Ladri di Biciclette, Nuova Compagnia di Canto Popolare, Mauro Pagani, Tazenda, Timoria
- Ospiti internazionali: Khaled, Tuck & Patti
- Trasmesso in TV su: "a staffetta" sulle tre reti Rai
- Spettatori in piazza: dato non disponibile
- Note: i Gang salgono sul palco leggendo un proclama in cui invitano allo sciopero generale tutti i lavoratori italiani contro l'allora governo Andreotti ed eseguono il brano Socialdemocrazia anziché l'annunciato Ombre rosse[14]. I funzionari Rai intervengono a lato palco ma non riescono ad interrompere l'esibizione, penalizzando invece Elio e le Storie Tese che avrebbero voluto suonare il pezzo Sabbiature, denunciando la corruzione della classe politica, presentando nomi e fatti. Lo stesso toccherà anche ai Litfiba: dopo l’inizio dell'esibizione con il brano Gioconda, Piero Pelù attacca l’allora presidente Giulio Andreotti, facendo così che la Rai sfumi l’intera esibizione della band, quando stavano iniziando a eseguire il secondo brano, El diablo.

#### 1992
- Conduttore: Vincenzo Mollica
- Regia: Pepi Morgia, Cesare Pierleoni
- Tema: Noi al Lavoro, minori e...
- Artisti musicali: Fabrizio De André, Roberto Murolo, Francesco Guccini, Ligabue, Luca Carboni, la Nuova Compagnia di Canto Popolare, Pino Daniele, Ivano Fossati, Fiorella Mannoia, Piccola Orchestra Avion Travel con i Bottari di Portico (diretti da Pasquale Romano), Tiromancino, Tazenda, Aeroplanitaliani, Franco Battiato in collegamento dal Teatro dell'Opera
- Ospiti internazionali: B.B. King, Chick Corea
- Trasmesso in TV su: "a staffetta" sulle tre reti Rai
- Spettatori in piazza: dato non disponibile

#### 1993
- Conduttori: Vincenzo Mollica e Paolo Zaccagnini
- Regia: Cesare Pierleoni
- Tema:
- Artisti musicali: Litfiba, Ligabue, Fabrizio De André, Roberto Murolo, Biagio Antonacci, Angela Baraldi, Casino Royale, Almamegretta, Paolo Belli e i cantanti di Tour in città (Bungaro, Angelo Messini, Tosca, Mario Amici, Bracco Di Graci, Leandro Barsotti, Enzo Carella e Samuele Bersani)
- Ospiti internazionali: Robert Plant, Iron Maiden, Johnny Clegg
- Trasmesso in TV su: "a staffetta" sulle tre reti Rai
- Spettatori in piazza: dato non disponibile
- Note: vengono presentati in video i Bon Jovi, con due brani registrati il giorno prima durante il concerto di Madrid, e Paul McCartney, con due pezzi incisi appositamente per il Primo Maggio negli Stati Uniti[15]. In scaletta doveva essere presentato anche un video degli U2, ma per problemi tecnici non fu mandato in onda. Durante l'esibizione dei Litfiba, Piero Pelù si lamentò davanti a tutta la piazza del fatto che il Papa (allora Giovanni Paolo II) parlasse continuamente di sesso, mentre invece avrebbe dovuto dedicarsi a temi più metafisici e consoni alla religione; al termine del suo breve discorso urlò, con forte inflessione toscana, la frase: "Papa, ma sai n'a sega!", prima di cantare Il mistero di Giulia. Nella stessa giornata, Pelù aveva provocatoriamente infilato un preservativo al microfono di Vincenzo Mollica durante un'intervista per invitare alla prevenzione dell’AIDS.

#### 1994
- Conduttore: Vincenzo Mollica
- Regia: Cesare Pierleoni
- Tema:
- Artisti musicali: Gianna Nannini, Edoardo Bennato, Negrita, Ritmo tribale, Gang, Frankie hi-nrg mc, Mau Mau, Rats, Graziano Romani, Brando, Alex Britti, Clan Destino, Angela Baraldi, Almamegretta, Giorgia
- Ospiti internazionali: Lou Reed, Bob Geldof, African Jazz Pioneers
- Trasmesso in TV su: Rai 1[16]
- Spettatori in piazza: dato non disponibile
- Note: sono presentati in video Bruce Springsteen che canta dal vivo Streets of Philadelphia, Bryan Adams con Can't Stop This Thing We Started, registrata a Roma durante il suo tour, e i Nirvana con una registrazione live fatta durante la trasmissione Tunnel.

#### 1995
- Conduttori: Piero Chiambretti, Kay Rush e Paolo Rossi[17]
- Regia: Eric Colombardo
- Tema:
- Artisti musicali: Ladri di Carrozzelle, Franco Battiato, Negrita, Daniele Silvestri, Yo Yo Mundi, Tamburi di Brà, Üstmamò, Kunsertu, La Crus, Almamegretta, Ambrogio Sparagna, Stadio, Al Darawish, Bluvertigo, Flor de mal, Sensasciou, Papa Ricky, Quartiere Latino, Alessio Bertallot, Frankie hi-nrg mc
- Ospiti internazionali: Radiohead, Elvis Costello, Robbie Robertson, John Trudell
- Trasmesso in TV su: Rai 3
- Spettatori in piazza: dato non disponibile
- Note: Nell’edizione del 1995, sono stati esclusi in maniera severa il gruppo rock fiorentino Litfiba, a causa delle numerose lamentele fatte da Piero Pelù nei confronti del Vaticano (e del papa Giovanni Paolo II) e degli organizzatori della Rai, fatte nell’edizione del 1993. All’ultimo momento un piccolo collegamento con il chitarrista britannico Eric Clapton

#### 1996
- Conduttori: Piero Chiambretti, Kay Rush e Gianni Minà
- Regia: Cesare Pierleoni
- Tema:
- Artisti musicali: Carmen Consoli, Zucchero, Elio e le Storie Tese e Orchestra Casadei, Ligabue, Pantarei, Modena City Ramblers, Üstmamò, Yo Yo Mundi, Blindosbarra, La Crus, Lou X, Mau Mau, Gerardina Trovato, Marina Rei, 88 Tasti, Mazapegul, Interno 17, Agricantus, Luca Barbarossa, Luca Carboni, Nomadi
- Ospiti internazionali: Sting, Elvis Costello, Ashley McIsaac
- Trasmesso in TV su: Rai 2
- Spettatori in piazza: 500 000[senza fonte]

#### 1997
- Conduttori: Piero Chiambretti, Kay Rush e Gianni Minà
- Regia: Cesare Pierleoni
- Tema:
- Artisti musicali: Franco Battiato, Pino Daniele, Jovanotti, Litfiba, 99 Posse, Carmen Consoli e Negrita, Pitura Freska, Enzo Avitabile, Vox Populi, Stadio, Piccola Orchestra Avion Travel, Daniele Silvestri, Casino Royale, Estra, Gang, Bluvertigo, Timoria, Neffa, Niccolò Fabi, Santo Niente
- Ospiti internazionali: Sinead O'Connor, Blur
- Trasmesso in TV su: Rai 2
- Spettatori in piazza: 600 000[18]
- Note: la chiusura della serata fu affidata ai Litfiba, ma la Rai interruppe la diretta nel momento esatto in cui la band toscana stava per iniziare la propria esibizione. In seguito la band sostenne che si trattò di una forma di censura preventiva, molto probabilmente dovuta alle esternazioni di Pelù nel 1993. Il concerto fu caratterizzato da continui temporali, disguidi tecnici e ritardi in scaletta. Qualche artista rinunciò ad esibirsi senza le riprese delle tv, come Skin degli Skunk Anansie che si rifiutò di cantare.

#### 1998
- Conduttori: Pierluigi Diaco, Enrico Silvestrin e Paola Maugeri
- Regia: Cesare Pierleoni
- Tema:
- Artisti musicali[19]: Frankie hi-nrg mc, PFM, Gianluca Grignani, 99 Posse e la Nuova Compagnia di Canto Popolare, Agricantus, Modena City Ramblers, Elisa, Mau Mau, Subsonica e Antonella Ruggiero, Prozac+, Afterhours, Mauro Pagani, Piccola Orchestra Avion Travel e Roberto Gatto e i Noisemakers
- Ospiti internazionali[19]: Simple Minds, Julian Lennon, Jon Bon Jovi con Southside Johnny
- Trasmesso in TV su: Rai 2
- Spettatori in piazza: 400 000[19]
- Note: il concerto fu caratterizzato da un acquazzone di 8 ore, iniziato pochi minuti dopo la prima esibizione e terminato poco prima dell'ultimo brano. Vi furono parecchie lamentele, poiché la diretta dell'esibizione della PFM venne sfumata dopo il primo brano[19]. Tale esibizione ebbe anche un valore storico, in quanto la band si esibì insieme allo storico violinista Mauro Pagani. Pochi giorni dopo, la Rai mandò in onda una sintesi della giornata, in cui l'esibizione della PFM venne trasmessa integralmente.

#### 1999
- Conduttori: Piero Chiambretti, Asia Argento e Mixo (Paolo Damasio)
- Regia: Cesare Pierleoni
- Tema: per il Kosovo
- Artisti musicali: Vasco Rossi, Gianna Nannini, Alex Britti, Carmen Consoli, Teresa De Sio, Biagio Antonacci, Mauro Pagani, Quintorigo, Daniele Groff, Il Parto delle Nuvole Pesanti, La Crus, Negrita, Max Gazzè, Mao, Daniele Silvestri, Enzo Avitabile, Elettrojoyce, Sintesis
- Ospiti internazionali: Mory Kanté, Goran Bregović
- Trasmesso in TV su: Rai 3
- Spettatori in piazza: 600 000[20]

### 2000-2009

#### 2000
- Conduttori: Piero Chiambretti e Kay Rush
- Regia: Cesare Pierleoni
- Tema:
- Artisti musicali: Bluvertigo, Giorgia, Carmen Consoli, Irene Grandi, Agricantus, Max Gazzè
- Ospiti internazionali: Lou Reed, Alanis Morissette, Noa, Carl Anderson, Youssou N'Dour, Eurythmics[21]
- Trasmesso in TV su: Rai 3
- Spettatori in piazza: 300 000[22]
- Note: quest'edizione - caratterizzata da una notevole pioggia - venne eccezionalmente spostata nel Piazzale del Giubileo a Tor Vergata, per la concomitanza delle manifestazioni del Giubileo del 2000.

#### 2001
- Conduttori: Piero Chiambretti, Sarah Felberbaum e Rosalinda Celentano
- Regia: Cesare Pierleoni
- Tema:
- Artisti musicali: Elisa, Afterhours, Alex Britti, Estranea, Fiorella Mannoia, Frankie hi-nrg mc, Elettrojoyce, Otto Ohm, Piero Pelù, 99 Posse, Marlene Kuntz, Napoli Centrale, Pino Daniele, Quintorigo, Timoria, Sottotono, Tiromancino[23][24]
- Ospiti internazionali: Compay Segundo, Erykah Badu, The No Smoking Orchestra[23]
- Trasmesso in TV su: Rai 3
- Spettatori in piazza: 800 000[24]

#### 2002
- Conduttori: Claudio Amendola affiancato a turno da Amanda Sandrelli, Martina Stella, Annapaola Mancino, Paola Maugeri e Tamara Donà, Kris Reichert e Fabio Volo
- Regia:
- Tema: contro le modifiche dell'articolo 18 (regole dei licenziamenti) e lotta contro il terrorismo
- Artisti musicali: Agricantus, Articolo 31, Banco del Mutuo Soccorso, Bandabardò, Cristiano De André, Daniele Silvestri, Edoardo Bennato, Enrico Capuano, Eugenio Bennato, E' Zezi - Gruppo Operaio, Claudio Coccoluto, Elisa, Filippo Gatti, Giancarlino e Claudio De Tommasi, Irene Grandi, John De Leo, Max Gazzè, Modena City Ramblers, Morgan, Neffa, Paola Turci, Paolo Belli, Prozac+, Sergio Cammariere, Zucchero
- Ospiti internazionali: Macaco, Oasis, Robert Plant
- Trasmesso in TV su: Rai 3
- Spettatori in piazza: 500 000[25]

#### 2003
- Conduttori: Claudio Amendola, Paola Cortellesi e Marco Baldini
- Regia: Cesare Pierleoni
- Tema: Ricostruiamo la pace
- Artisti musicali: Afterhours, Alex Britti, Andrea Mirò, Carmen Consoli, Charamira, Cristina Donà, Daniele Silvestri, Destir, Edoardo Bennato, Enrico Ruggeri, Enzo Jannacci, Flaminio Maphia, Enrico Capuano, Francesco De Gregori, Gabin, Giovanna Marini, Irene Grandi, KlezRoym, La Crus, Marlene Kuntz, Mauro Pagani, Meg, Nomadi, Piero Pelù, Planet Funk, Rudy Rotta, Sergio Cammariere, Subsonica, Tantra, Tiromancino, Toretta Style, Vinicio Capossela, Zibba e Almalibre
- Ospiti internazionali: Nick Cave
- Trasmesso in TV su: Rai 3
- Spettatori in piazza: 700 000[26]
- Note: in questa edizione ha fatto scalpore l'esternazione di Daniele Silvestri contro la lotta alla magistratura effettuata dall'allora governo Berlusconi. A causa di questo fatto, l'anno seguente il concerto verrà trasmesso in differita di 20 minuti.

#### 2004
- Conduttori: Claudio Bisio[27] e Paolo Cevoli
- Regia: Cesare Pierleoni
- Tema: omaggio a Fabrizio De André
- Artisti musicali: Afterhours, Andrea Mirò, Bandabardò, Caparezza, Cristina Donà, Delta V, Enrico Capuano, Enrico Ruggeri, Frankie hi-nrg mc, Gianni Maroccolo, PGR, Linda, Linea 77, Mario Venuti, Modena City Ramblers, Nada, Neffa, Negramaro, Nour Eddine, Paola Turci, PFM, Piotta, Radiodervish, Raiz, Riccardo Sinigallia, Verdena, Le Vibrazioni
- Ospiti internazionali: Chumbawamba, Melissa Auf der Maur, Stewart Copeland
- Trasmesso in TV su: Rai 3, per la prima volta non in diretta, ma in differita di circa 20 minuti
- Spettatori in piazza: 500 000[28]
- Note: il concerto è andato in onda con venti minuti di differita, per permettere alla Rai di effettuare censure su slogan politici o frasi sconvenienti[28].

#### 2005
- Conduttori: Claudio Bisio e Antonio Cornacchione
- Regia: Cesare Pierleoni
- Tema: Sviluppo e Legalità
- Artisti musicali: Afterhours, Avion Travel & Orchestra di piazza Vittorio, Enzo Avitabile, Biogora, Cappello a Cilindro, Enrico Capuano, Ascanio Celestini, Francesco De Gregori, Luca Dirisio, Cristina Donà, Irene Grandi, Enzo Jannacci, Le Vibrazioni, Marlene Kuntz, Modena City Ramblers, Negramaro, Negrita, Nomadi, Il Parto delle Nuvole Pesanti, Pinocchio Nero, Radiodervish, Roy Paci, Sud Sound System, Sergio Sgrilli, Subsonica, Tiromancino, Velvet
- Ospiti internazionali: Juliette Lewis, James Blunt
- Trasmesso in TV su: Rai 3
- Spettatori in piazza: oltre 500 000[29]

#### 2006
- Conduttore: Claudio Bisio
- Regia: Cesare Pierleoni

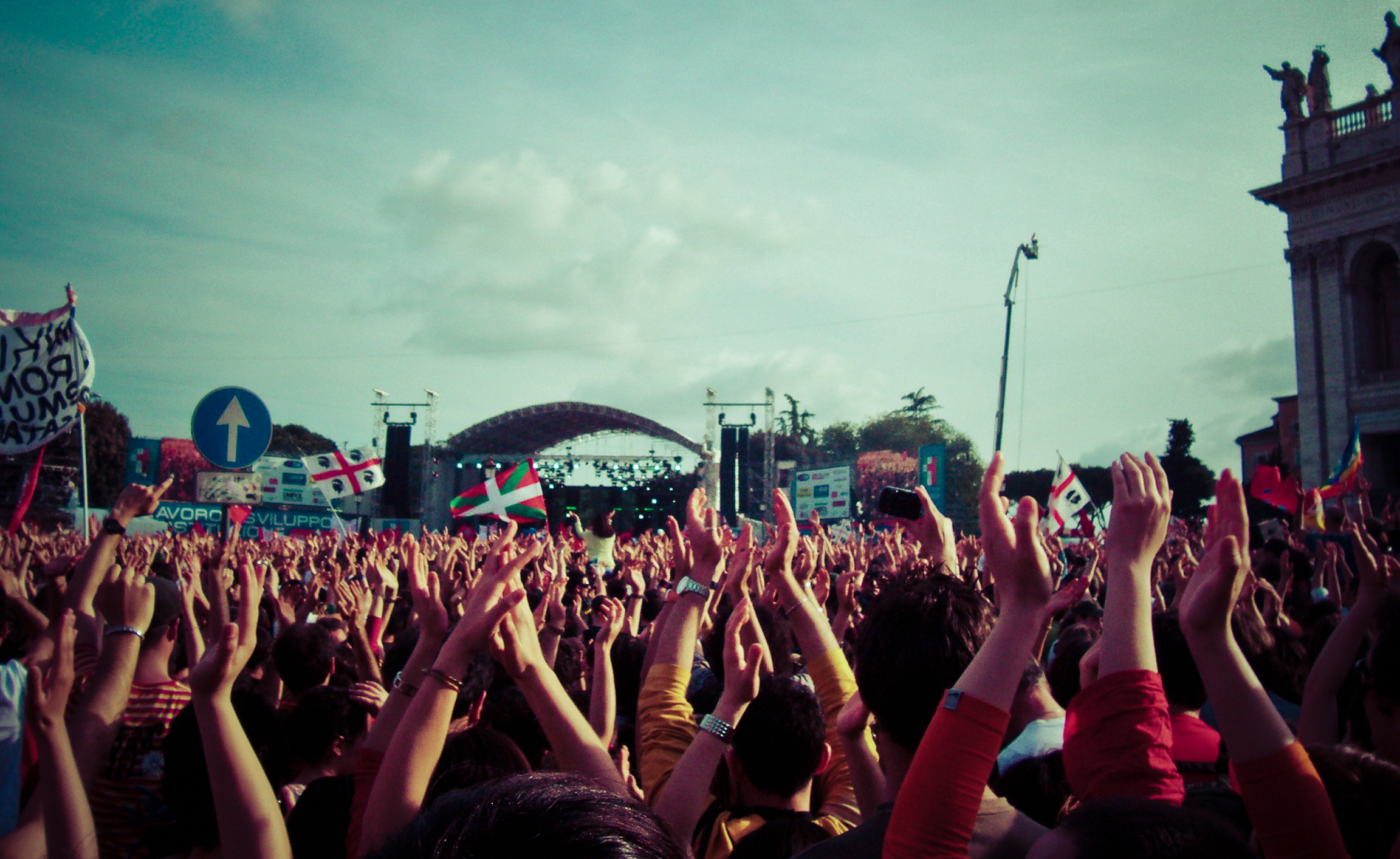
Edizione 2006

- Tema: dedicata ai soldati caduti a Nassiriya
- Artisti musicali: Enzo Avitabile, Bandabardò, Baustelle, Edoardo Bennato, Biogora, Alex Britti, Caparezza, Cappello a Cilindro, Enrico Capuano, Ascanio Celestini, Pino Daniele, Teresa De Sio, Max Gazzè & La Camera Migliore, Ladri di Carrozzelle, Luciano Ligabue, Marco Marzocca, Marlene Kuntz, Luca Medici, Modena City Ramblers, Negramaro, Nomadi, Roy Paci, Piero Pelù, Raiz, Riserva Moac, Andrea Rivera, Sud Sound System, Wogiagia
- Ospiti internazionali: Hard-Fi, Skin
- Trasmesso in TV su: Rai 3
- Spettatori in piazza: oltre 1 000 000[30]

#### 2007

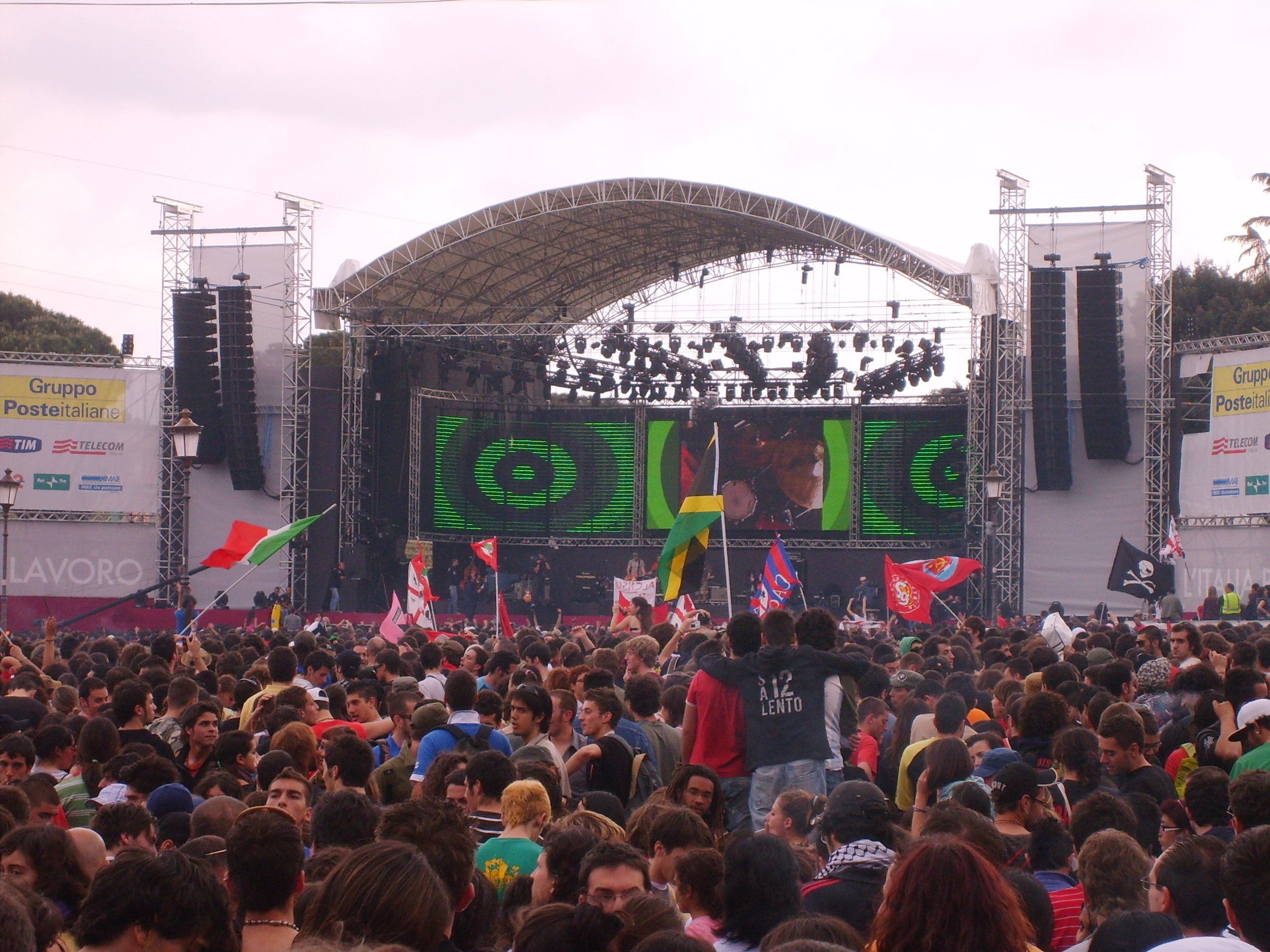
Il palco del Primo Maggio 2007

- Conduttori: Paolo Rossi, Claudia Gerini e Andrea Rivera
- Regia: Lucio Testa
- Tema: Morti bianche
- Artisti musicali: Africa Unite, Afterhours, Après la Classe, Avion Travel, Enzo Avitabile con Khaled, Bandabardò, Loredana Bertè, Blues Willies, Casino Royale, Carmen Consoli, Tullio De Piscopo, Irene Grandi, Le Vibrazioni, Valentina Lupi, Modena City Ramblers, Nomadi, Mauro Pagani Band, Panza Mc, Piotta con Enrico Capuano, Daniele Silvestri, Riccardo Sinigallia, Têtes de Bois, Tiromancino, Vega's, Velvet
- Ospite internazionale: Chuck Berry
- Trasmesso in TV su: Rai 3
- Spettatori in piazza: 700 000[31]
- Note: il presentatore Andrea Rivera rimprovera il Vaticano di aver vietato i funerali a Piergiorgio Welby e di averli permessi a Franco, a Pinochet e a un componente della Banda della Magliana, poi accusa la Chiesa di non essersi mai evoluta.

#### 2008
- Conduttore: Claudio Santamaria
- Regia: Milena Milani
- Tema:
- Artisti musicali: Afterhours, Stefano Di Battista e All Stars Jazz Band, Après la Classe, Ascanio Celestini, Baustelle e Irene Grandi, Caparezza, Chiazzetta Nc, Elio e le Storie Tese, Enrico Capuano e Bisca, Enzo Avitabile e Manu Dibango, Giuliano Palma & the Bluebeaters, Jang Senato, Jolaurlo, L'Aura, La Scelta, Linea 77, Marco Conidi, Marlene Kuntz, Max Gazzè, Piero Pelù, Raiz e SteelA, Subsonica, Sud Sound System, The Niro, Tiromancino, Tricarico
- Ospite internazionale: Jorge Ben
- Trasmesso in TV su: Rai 3
- Spettatori in piazza: 1 000 000[32]

#### 2009
- Conduttore: Sergio Castellitto
- Anteprima condotta da Paolo Belli
- Regia: Manuela Leombruni
- Tema: Il mondo che vorrei

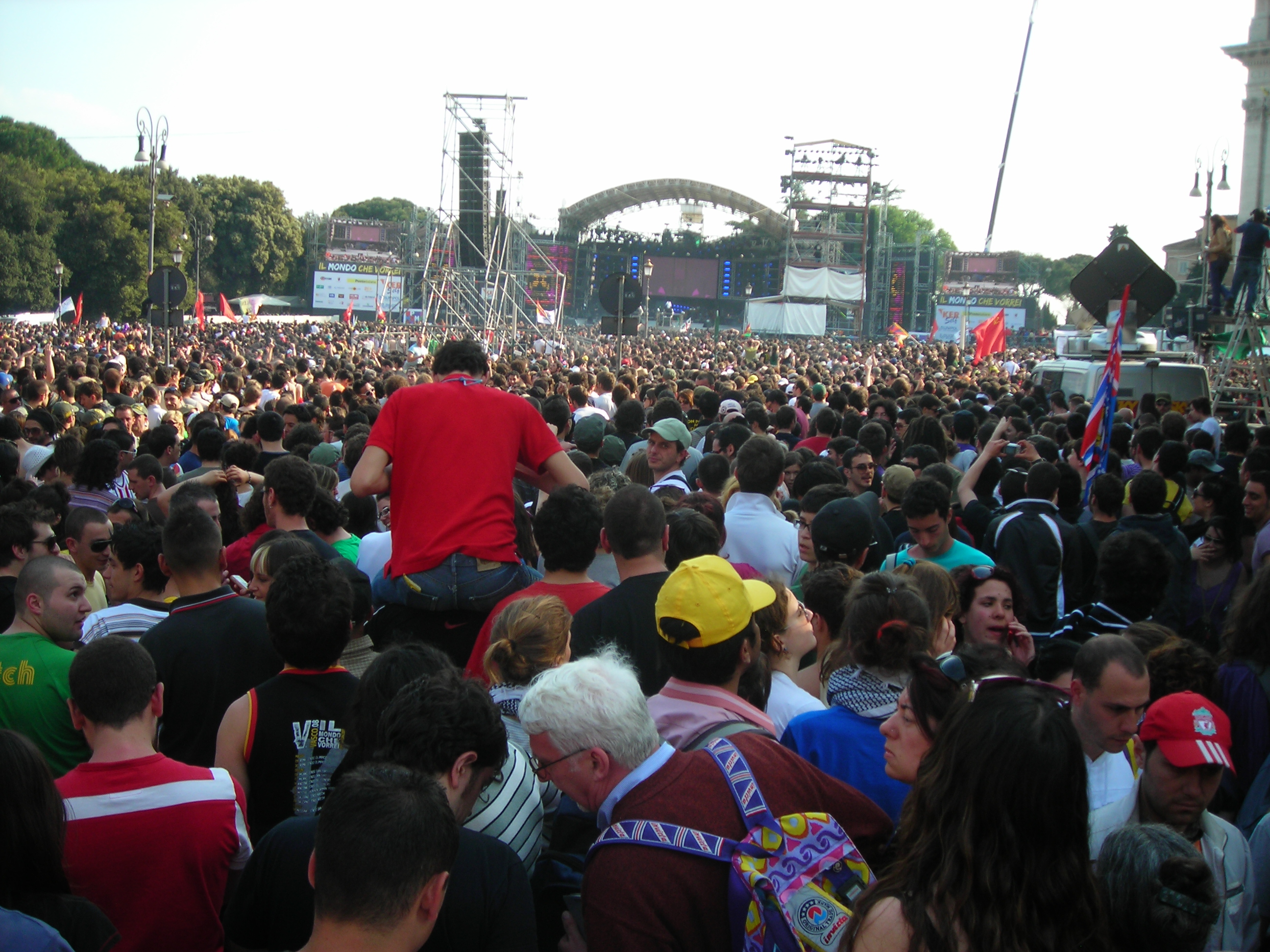
Il pubblico dell'edizione 2009

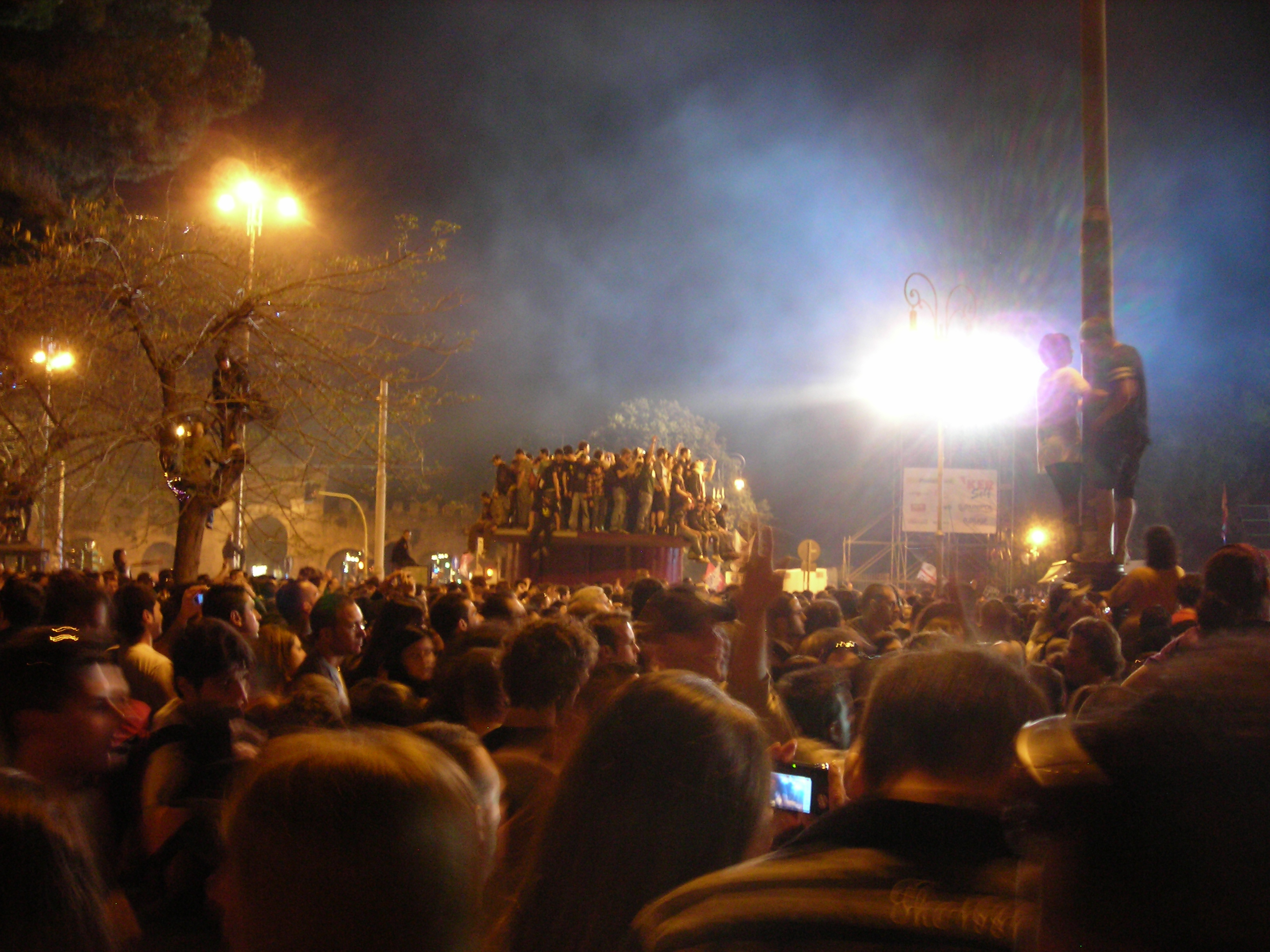
I fan di Vasco Rossi nel 2009

- Artisti musicali: Famelika, Bud Spencer Blues Explosion, Diva Scarlet, Beatrice Antolini, Paolo Benvegnù, Marta sui tubi, Dente, Cesare Basile, Roberto Angelini, Nomadi, Malfunk, Bandabardò con Tonino Carotone, Alessandro Mannarino con gli Après la Classe, Smoke, Enzo Avitabile con i Bottari di Portico, Peppe Voltarelli, Motel Connection, Irene Fornaciari, Manuel Agnelli, Samuel e Cristiano Godano, Caparezza, Cisco, Complesso bandistico Città di Introdacqua, PFM, Paola Turci con Paolo Fresu, Vasco Rossi, Marina Rei, Edoardo Bennato, Casino Royale
- Ospite internazionale: Blue Noise con Robben Ford
- Trasmesso in TV su: Rai 3
- Spettatori in piazza: 800 000[33]
- Note: i fan di Vasco Rossi, presenti tra il pubblico, hanno trascorso tutta la giornata intonando cori verso il cantante. Questo ha fatto sì che tutte le esibizioni (fatta eccezione per quella di Caparezza) siano state accolte anche con cori inneggianti a Vasco Rossi, mentre in un paio di occasioni hanno indispettito il conduttore Sergio Castellitto, che si è trovato a dover richiamare (senza successo) parte del pubblico. La PFM è stata addirittura accolta da alcuni fischi e per Franz Di Cioccio è stato difficile coinvolgere l'intero pubblico. Vasco Rossi ha devoluto il compenso per la serata di 100 000 euro ai figli dei morti sul lavoro.

### 2010-2019

#### 2010
- Conduttrice: Sabrina Impacciatore
- Anteprima condotta da Paolo Belli
- Regia: Andrea Conte
- Tema: Il colore delle parole - Lavoro, legalità e solidarietà
- Artisti musicali: Beautiful, Bud Spencer Blues Explosion, Carmen Consoli, Enrico Capuano, Vinicio Capossela, Samuele Bersani, Baustelle, Edoardo Bennato, Nina Zilli, Roy Paci & Aretuska, Simone Cristicchi con il coro dei Minatori di Santa Fiora, Tre Allegri Ragazzi Morti, Massimo Ranieri, Pietra Montecorvino, Enzo Del Re, Peppe Voltarelli, Claudio Lolli
- Ospite Internazionale: Paolo Nutini
- Trasmesso in TV su: Rai 3
- Spettatori in piazza: 700 000[34]

#### 2011
- Conduttore: Neri Marcorè

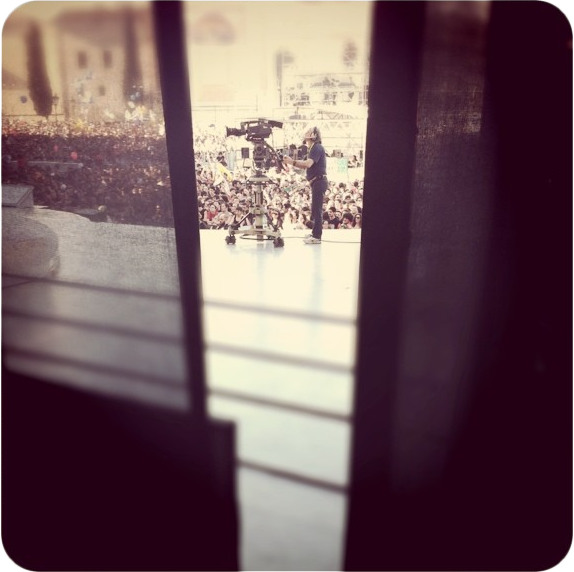
Scorcio di Piazza di Porta San Giovanni dal palco

- Anteprima condotta da Enrico Capuano
- Regia: Carmine Elia
- Tema: La storia siamo noi - La storia, la patria, il lavoro
- Artisti musicali: Autoreverse, Enzo Avitabile con Raiz & Co'Sang, Bandabardò & Peppe Voltarelli, Radiodervish, Luca Barbarossa, Paolo Belli & Qbeta, Edoardo Bennato, Caparezza, Chiara Civello e Fabrizio Bosso, Enrico Capuano, Lucio Dalla & Francesco De Gregori, Edoardo De Angelis, Eugenio Finardi, Lucariello, Modena City Ramblers, Ennio Morricone, Erica Mou, Nduccio, Nuovo Coro Lirico Sinfonico Romano, Orchestra Sinfonietta, Giuliano Palma & the Bluebeaters con Nina Zilli, Gino Paoli, Peppe Servillo & Fausto Mesolella, Daniele Silvestri, Subsonica, Paola Turci
- Ospite internazionale: Tony Hadley, Alborosie
- Trasmesso in TV su: Rai 3 e Rai 3 HD
- Spettatori in piazza: 1 000 000[35]
- Note: grandi polemiche ha suscitato l'iniziativa dell'organizzazione di far firmare agli artisti una liberatoria che impedisse loro di accennare al referendum del giugno 2011 in materia di energia nucleare o di dare indicazioni di voto. Il concerto fu fatto, inoltre, mentre nella Città del Vaticano avveniva la beatificazione di Giovanni Paolo II: il grande afflusso da ogni parte del mondo, soprattutto dalla Polonia, creò un grande intasamento della città; furono infatti chiuse numerose fermate della metropolitana fino a tarda notte[36].

#### 2012
- Conduttori: Francesco Pannofino e Virginia Raffaele
- Anteprima condotta da Enrico Capuano
- Regia: Elisabetta Nobiloni Laloni
- Tema: La musica del desiderio. La speranza, la passione, il futuro
- Artisti musicali: 'A67, TaranProject, P-Funking Band, Nina Zilli, Noemi[37], Elisa, Eugenio Finardi, Mauro Pagani, Caparezza, Subsonica, Afterhours, A Toys Orchestra, Almamegretta, Dente, Alessandro Mannarino, Nobraino, Orchestra Roma Sinfonietta, Marina Rei, Fabryka, Sud Sound System, Teatro degli Orrori, Blastema[38]
- Artisti visuali: Stefano Sollima
- Ospite internazionale: Young the Giant
- Trasmesso in TV su: Rai 3 e Rai 3 HD
- Spettatori in piazza: dato non disponibile
- Note: il compositore e polistrumentista Mauro Pagani dirige la "Resident Band", con cui si esibisce dal vivo, e la grande orchestra "Roma Sinfonietta". A Pagani è stato affidato il ruolo di riarrangiare dodici brani affiancato da dodici artisti nell'esecuzione di altrettanti classici di giganti del rock. La struttura scenica del Concerto comprendeva anche un'area interamente dedicata al visual[39].

#### 2013
- Conduttori: Geppi Cucciari con la partecipazione di Filippo Solibello e Marco Ardemagni
- Regia: Daniela Di Luise
- Tema: La musica per il nuovo mondo - Spazi, radici, frontiere
- Artisti musicali: La Grande Orchestra Rock diretta da Vittorio Cosma, Nicola Piovani, Tosca nell'ensemble di Piovani con Fabrizio Bosso e Giovanni Sollima, Daniele Silvestri, Renzo Rubino, Vinicio Capossela, Elio e le Storie Tese, Max Gazzè, Niccolò Fabi, Eugenio Finardi, Cristiano De André, Ministri, Africa Unite[40], Marta sui Tubi, Motel Connection, Enzo Avitabile e i Bottari, Management del dolore post-operatorio, Marco Notari[41]
- Trasmesso in TV su: Rai 3 e Rai 3 HD
- Spettatori in piazza: dato non disponibile
- Note: per la prima volta durante l'anteprima, sempre condotta da Geppi Cucciari, si esibiscono i sei gruppi finalisti del 1M Festival (Aeguana way, Almamediterranea, Crifiu, Le Metamorfosi, Toromeccanica, Honeybird & the Birdies) che sono sottoposti a televoto. Il gruppo che risulterà vincitore tornerà ad esibirsi sul palco. Una novità di quest'anno è la mancanza per la prima volta nella storia del Concertone di ospiti internazionali.

#### 2014
- Conduttori: Francesca Barra, Edoardo Leo e Dario Vergassola con la partecipazione di Aldo Cazzullo, Federica Sciarelli e Gildo Claps, Gherardo Colombo, Maurizio Maggiani, Paola Minaccioni e Sabrina Impacciatore
- Anteprima condotta da Enrico Capuano e Dario Vergassola
- Regia:
- Tema: Le nostre storie. Accordi e disaccordi delle nostre radici, della nostra memoria e del nostro domani
- Artisti musicali: Agricantus, Alberto Bertoli, Bandabardò, Brunori Sas, Enrico Capuano Tammuriata Rock, Clementino, Crifiu, Stefano Di Battista e 50 sax del conservatorio di Santa Cecilia, Francesco Di Bella, Rocco Hunt, Levante, L'Orage, Modena City Ramblers, Musicamanovella, Piero Pelù, Kachupa e Carlo Petrini, Perturbazione, P-Funking Band, Piotta, Daniele Ronda, TaranProject, Riccardo Sinigallia, Statuto, Tiromancino, Velvet[42] con Fabrizio Bosso
- Ospiti internazionali: Placebo, Zaz
- Trasmesso in tv su: Rai 3
- Note: la Bandabardò, inizialmente annunciata come presente alla manifestazione, rinuncia ad esibirsi per ragioni di salute del cantante Erriquez. Prosegue anche in questa edizione la mancanza di ospiti internazionali. Numerose polemiche son state causate dall'esibizione di Piero Pelù che sul palco ha attaccato il presidente del consiglio Matteo Renzi, definendolo "il non eletto, il boy scout di Licio Gelli"[43].
- Spettatori in piazza: 1 000 000[44]

#### 2015
- Conduttori: Camila Raznovich con Vincenzo Mollica, Carlo Massarini, Paola Maugeri, Enrico Silvestrin, Francesco Pannofino, Dario Vergassola, Claudio Santamaria e Paolo Rossi
- Regia: Mario Barletta
- Tema: La solidarietà fa la differenza. Integrazione, lavoro, sviluppo. Rispettiamo i diritti di tutti, nessuno escluso
- Artisti musicali:
  - Prima parte (pomeriggio):

Alessandro Quarta con i Bottari della Cantica Popolari, kuTso, La Rua, Bamboo, Nigga Radio, Ylenia Lucisano, Sandro Joyeux, Ghemon, Daniele Ronda con Folkclub e Mimmo Cavallaro, Almamegretta, Mario Venuti con Mario Incudine, Tarantolati di Tricarico, Med Free Orkestra, Levante, Santa Margaret, Lello Analfino & Tinturia, Dellera, Teresa De Sio, Otto Ohm, Nesli, James Senese con Napoli Centrale
Seconda parte (sera):
Alessio Bertallot, Paolo Rossi Band, Enrico Ruggeri, Emis Killa, Paola Turci, Enzo Avitabile con Alpha Blondy, J-Ax, Irene Grandi, Bluvertigo, Lo Stato Sociale, Alex Britti, Goran Bregović, Lacuna Coil, Noemi, Premiata Forneria Marconi
- Ospiti internazionali: Alpha Blondy, Goran Bregović
- Spettatori in piazza: 500 000[35]
- Trasmesso in tv su: Rai 3 e Rai 3 HD (solo nella fascia pomeridiana)
- Trasmesso in radio su: Rai Radio 2
- Note: il Concerto si è aperto con un minuto di silenzio per le vittime del Nepal e per i migranti morti nel Mediterraneo[45]. Bella Ciao è stata eseguita due volte: in apertura dal violinista Alessandro Quarta, i Bottari della Cantica Popolare e tutti gli artisti ospiti del Concerto vestiti con le Tute Blu, simbolo degli operai; in serata da Goran Bregović. Da quest'edizione in poi l'organizzazione ha realizzato, a margine del Concertone, un progetto parallelo che vedeva coinvolti in partenza 120 gruppi musicali in totale: si tratta del contest per artisti emergenti 1MNext, poi vinto dal gruppo La Rua[46]. Dopo 13 anni è cambiata l'organizzazione, affidata a Massimo Bonelli e Carlo Gavaudan[47]. Bonelli è il più giovane organizzatore nella storia del Concertone.

Inoltre, alcuni artisti, tra cui Enrico Ruggeri, Cristina Scabbia, J-Ax, Paola Turci e Morgan, hanno espresso pubblicamente il proprio dissenso nei confronti dell'inaugurazione di Expo 2015, avvenuta il giorno stesso.

#### 2016
- Conduttori: Luca Barbarossa e Mariolina Simone
- Regia: Cristiano D'Alisera
- Tema: Più valore al lavoro. Contrattazione, Occupazione, Pensioni
- Artisti musicali: 
  - Prima parte (pomeriggio):

Ilaria Porceddu, Bandabardò e Gaudats Junk Band,  Banda Rulli Frulli, La banda del Pozzo, Il Geometra Mangoni, Med Free Orkestra, Roberto Angelini e Matteo Gabbianelli, Eugenio Bennato, Blebla, Bugo, Il Parto delle Nuvole Pesanti con Terre Musica, Mau Mau, Gianluca Grignani, Perturbazione con Andrea Mirò, Enzo Avitabile, Santino Cardamone, Modena City Ramblers con Fanfara Tirana, Rezophonic, Tony Canto, Nada, Peppe Barra, Coez, Ambrogio Sparagna, Marlene Kuntz
  - Seconda parte (sera):

Orchestra Operaia diretta dal Maestro Nuzzi con Petra Magoni, Claudia Gerini, Massimiliano Bruno, Stefano Fresi, Cecilia Dazzi, Max Paiella, Michela Andreozzi e Carlotta Natoli, Fabrizio Moro, Tiromancino, Max Gazzè, Raiz con Mesolella e Rossi, Salmo, Vinicio Capossela con Antonio Infantino e i Calexico, Thegiornalisti feat Francesco Mandelli, Maldestro, Nina Zilli feat Gary Dourdan, Dubioza Kolektiv, Tullio De Piscopo
- Dal backstage: Marcello Introna
- Ospiti internazionali: Skunk Anansie, Asian Dub Foundation, Gary Dourdan
- Trasmesso in TV su: Rai 3
- Trasmesso in radio su: Rai Radio 2
- Spettatori in piazza: circa 200 000 (800 000 presenze nell'arco della giornata)[48]
- Note: L'attrice Anna Foglietta era inizialmente prevista tra gli ospiti, ma alla conferenza stampa di vigilia è stata comunicata la sua assenza.[49] L'apertura del concerto viene dedicata al ricercatore italiano Giulio Regeni ucciso in Egitto nel febbraio 2016 in circostanze non ancora chiarite[50].

#### 2017
- Conduttori: Camila Raznovich e Clementino
- Regia: Cristiano D'Alisera
- Tema: Il lavoro: le nostre radici, il nostro futuro
- Artisti musicali: Francesco Gabbani, Fabrizio Moro, Ermal Meta, Samuel, Rocco Hunt, Editors, Edoardo Bennato, Planet Funk, Public Service Broadcasting, Brunori sas, Bombino, Levante, Motta, La Rua, Ara Malikian, Marina Rei, Lo Stato Sociale, Teresa De Sio, Mimmo Cavallaro, Aprés la Classe, Le luci della centrale elettrica, Ex-Otago, Maldestro, Artù, Braschi, Il Geometra Mangoni, Ladri di Carrozzelle, Orchestra popolare del saltarello e Giovanni Guidi
- Ospiti internazionali: Editors, Bombino, Public Service Broadcasting
- Trasmesso in TV su: Rai 3 e Rai 3 HD
- Trasmesso in radio su: Rai Radio 2
- Spettatori in piazza: oltre 700 000[51]
- Note: Le esibizioni di Paolo Benvegnù e Sfera Ebbasta sono state cancellate per problemi di salute dei due artisti[52]

#### 2018
- Conduttori: Ambra Angiolini e Lodovico Guenzi
- Regia: Cristiano D'Alisera
- Tema: Sicurezza, il cuore del lavoro
- Artisti musicali: Gianna Nannini, Max Gazzè & Form, Carmen Consoli, Ermal Meta, Sfera Ebbasta, Lo Stato Sociale, Cosmo, Le Vibrazioni, Calibro 35, Ministri, Zen Circus, Canova, Ultimo, Nitro, Achille Lauro e Boss Doms, Gazzelle, Francesca Michielin, Frah Quintale, Gemitaiz, Maria Antonietta, Galeffi, Mirkoeilcane, John De Leo, Wrongonyou, Dardust ft. Joan Thiele, Giorgio Baldari, Braschi, Diego Esposito, La Municipàl e Zuin, Willie Peyote
- Ospiti internazionali: Fatboy Slim, Roger Waters
- Trasmesso in TV su: Rai 3 e Rai 3 HD
- Trasmesso in radio su: Rai Radio 2
- Spettatori in piazza: 30 000[53]

#### 2019
- Conduttori: Ambra Angiolini e Lodovico Guenzi
- Regia: Cristiano D'Alisera
- Tema: Lavoro, diritti, stato sociale: la nostra Europa
- Artisti musicali: Daniele Silvestri, Ghali, Subsonica, Carl Brave, Manuel Agnelli con Rodrigo D'Erasmo, Achille Lauro, Motta, Gazzelle, Ghemon, Negrita, Ex-Otago, Zen Circus, Rancore, Canova, Pinguini Tattici Nucleari, Coma Cose, Anastasio, Izi, Fast Animals and Slow Kids, Eugenio in Via Di Gioia, La Municipàl, Bianco feat. Colapesce, La Rappresentante di Lista, Lemandorle, Eman, Dutch Nazari, La Rua, Omar Pedrini, Orchestraccia, Fulminacci
- Ospiti internazionali: Noel Gallagher's High Flying Birds
- Trasmesso in TV su: Rai 3 e Rai 3 HD
- Trasmesso in radio su: Rai Radio 2

### 2020-2029

#### 2020
- Conduttrice: Ambra Angiolini
- Regia: Max Di Nicola
- Tema: Il lavoro in sicurezza: per costruire il futuro
- Artisti musicali: Gianna Nannini, Vasco Rossi, Zucchero Fornaciari, Aiello, Alex Britti, Bugo e Nicola Savino, Cristiano Godano dei Marlene Kuntz, Dardust, Edoardo ed Eugenio Bennato, Ermal Meta, Fabrizio Moro, Fasma, Francesca Michielin, Francesco Gabbani, Fulminacci, Irene Grandi, Le Vibrazioni, Leo Gassmann, Lo Stato Sociale, Margherita Vicario, Niccolò Fabi, Noemi, Orchestra Accademia di Santa Cecilia, Paola Turci, Rocco Papaleo, Tosca[54]
- Ospiti internazionali: Patti Smith, Sting
- Trasmesso in TV su: Rai 3 e Rai 3 HD
- Trasmesso in radio su: Rai Radio 2
- Trasmesso in diretta streaming su: RaiPlay
- Note: quest'edizione, a causa dell'emergenza sanitaria per la pandemia di COVID-19,[55] ha subito un notevole ridimensionamento: l'evento, infatti, non si è svolto in piazza come di consueto, in rispetto alle norme adottate in materia, ma in diverse location tra cui l'Auditorium Parco della Musica in Roma, in cui alcuni artisti hanno proposto i live delle loro esibizioni, e altre scelte personalmente dagli altri cantanti; Ambra Angiolini, inoltre, ha presentato i contributi degli artisti dal Teatro delle Vittorie. Anche la durata è stata rivista: anziché partire alle 15:00, il concerto è iniziato alle 20:00. Una volta conclusa la diretta televisiva, è stato reso disponibile su RaiPlay il contenuto "#1M2020 - Primo maggio after show", contenente un'ora extra del concertone con esibizioni inedite.[56] Non tutti gli artisti si sono esibiti: alcuni hanno solo realizzato un video di saluti (es: Vasco Rossi) oppure hanno rilasciato un'intervista (es: Zucchero).

#### 2021
- Conduttori: Ambra Angiolini e Stefano Fresi con Lillo
- Regia: Fabrizio Guttuso Alaimo
- Tema: L’Italia si cura con il lavoro
- Artisti musicali: Alex Britti, Après La Classe e i Sud Sound System, Balthazar, Bugo, Chadia Rodríguez feat. Federica Carta, Colapesce e Dimartino, Coma Cose, Enrico Ruggeri, Ermal Meta, Extraliscio, Fabrizio Moro con Vinicio Marchioni e Giacomo Ferrara, Fasma, Fast Animals and Slow Kids con Willie Peyote, Fedez, Folcast, Francesca Michielin, Francesco Renga, Gaia, Gaudiano, Ghemon, Gianna Nannini e Claudio Capéo, Ginevra, Gio Evan, Il Tre, La Rappresentante di Lista, Madame, Mara Sattei, Max Gazzè e Magical Mystery Band, Michele Bravi, Modena City Ramblers, Motta, Nayt, Noemi, Orchestra Multietnica di Arezzo con Margherita Vicario, Orchestraccia, Piero Pelù, The Zen Circus, Tre Allegri Ragazzi Morti, Vasco Brondi, Antonello Venditti, Wrongonyou, Y-not[57]
- Ospiti internazionali: Noel Gallagher[58], LP
- Trasmesso in TV su: Rai 3 e Rai 3 HD[59]
- Trasmesso in radio su: Rai Radio 2
- Trasmesso in diretta streaming su: RaiPlay
- Note: In maniera analoga alla precedente edizione, anche in quest'anno l'evento non ha potuto tenersi in presenza di pubblico a causa della pandemia da COVID-19 e delle relative restrizioni, e si è invece svolto all'Auditorium Parco della Musica.[60] Ha fatto discutere un intervento di Fedez durante la sua esibizione, che, intervenendo in difesa del ddl Zan, ha accusato diversi deputati e senatori della Lega di omofobia, per cui è stato effettuato un tentativo di censura ai suoi danni da parte della Rai, anch'esso causa di feroci polemiche.

#### 2022
- Conduttrice: Ambra Angiolini con la partecipazione di Bugo, Barbascura X, Federica Gasparro, Francesca Barra, Claudio Santamaria, Giovanna Botteri, Marco Paolini, Riccardo Iacona, Stefano Massini e Valerio Lundini
- Regia: Fabrizio Guttuso Alaimo
- Tema: Al lavoro per la pace
- Artisti musicali: Ariete, Angelina Mango, Bandabardò con Cisco, BigMama, Bresh, Caffellatte con Deddy, Carmen Consoli con Marina Rei, Claver Gold, Coez, Coma Cose, Enrico Ruggeri, Luca Barbarossa con gli Extraliscio, Fabrizio Moro, Fasma, Gazzelle, Gero Riggio, Giorgieness, Go A, Hu, La Rappresentante di Lista, Le Vibrazioni, Luchè, Mace con Venerus, Gemitaiz, Colapesce e Joan Thiele, Mara Sattei, Marco Mengoni, Max Pezzali, Mecna, Mille, MIRA, Mobrici, Mr. Rain, il cast di Notre-Dame de Paris con Riccardo Cocciante, Orchestraccia, Ornella Vanoni, Psicologi, Rancore, Rkomi, Rovere, Sinkro, Tommaso Paradiso, Vazzanikki, VV
- Trasmesso in TV su: Rai 3 e Rai 3 HD
- Trasmesso in radio su: Rai Radio 2
- Trasmesso in diretta streaming su: RaiPlay
- Spettatori in piazza: 150 000[61]
- Note: l'edizione ha segnato il ritorno alla tradizionale modalità del concerto, in Piazza San Giovanni e con pubblico in presenza.[62]

#### 2023
- Conduttori: Ambra Angiolini e Fabrizio Biggio
- Regia: Fabrizio Guttuso Alaimo
- Tema: L'Italia è una Repubblica democratica fondata sul lavoro
- Artisti musicali: Aiello, Alfa, Ariete, Avincola, Baustelle, Bnkr44, Camilla Magli, Carl Brave, Ciliari, Coma Cose, Emma, Epoque, Etta, Francesco Gabbani, Fulminacci, Gaia, Geolier, Ginevra, Giuse The Lizia, Hermes, Iside, Il Tre, Johnson Righeira, Lazza, Leo Gassmann, Levante, Ligabue, Matteo Paolillo, Maninni, Mille, Mr. Rain, Napoleone, Neima Ezza, Orchestraccia, Paolo Benvegnù, Piero Pelù con Alborosie, Rocco Hunt, Rose Villain, Mara Sattei, Savana Funk, Serendipity, Still Charles, Tananai, Tropea, Uzi Lvke, Wayne, Wepro
- Ospiti internazionali: Aurora
- Trasmesso in TV su: Rai 3 e Rai 3 HD
- Trasmesso in radio su: Rai Radio 2
- Trasmesso in diretta streaming su: RaiPlay
- Spettatori in piazza: 300 000
- Note: inizialmente era stata prevista la messa in onda su Rai 1, successivamente si è preferito mantenerlo alla terza rete che da anni ospita l'evento.

#### 2024
- Conduttori: Noemi ed Ermal Meta[63][64]
- Anteprima condotta da BigMama[63][64]
- Regia: Fabrizio Guttuso Alaimo
- Tema: Costruiamo insieme un'Europa di pace, lavoro e giustizia sociale
- Artisti musicali: Achille Lauro, Albe, Alda, Anna Castiglia, Ariete, Bloom, BigMama, Caffellatte, Chiamamifaro, Coez e Frah Quintale, Colapesce Dimartino, Cor Veleno, Cosmo, Dargen D'Amico, Ditonellapiaga, Etta, Gaudiano, Geolier, Ermal Meta, Ex-Otago, La Municipàl, La Rappresentante di Lista, Diego Lazzari, Leo Gassmann, Lina Simons, Mahmood, Malika Ayane, Maria Antonietta e Colombre, Mazzariello, Mille, Morgan, Motta, Negramaro, Noemi, Olly, Piotta, Piero Pelù, Rose Villain, Stefano Sera, Santi Francesi, Tananai, Tripolare, Tropico, Ultimo, Uzi Lvke, Vale LP, Francesca Fagnani
- Ospiti internazionali: Rosa Linn
- Trasmesso in TV su: Rai 3 e Rai 3 HD
- Trasmesso in radio su: Rai Radio 2
- Trasmesso in diretta streaming su: RaiPlay
- Spettatori in piazza: 260 000
- Note: a causa dei lavori in corso in Piazza San Giovanni in Laterano in vista del Giubileo del 2025, il concerto cambia nuovamente sede e si svolge al Circo Massimo.[63][64]

#### 2025
- Conduttori: Noemi, Ermal Meta, BigMama, Vincenzo Schettini[65]
- Regia: Fabrizio Guttuso Alaimo
- Tema: Uniti per un lavoro sicuro
- Artisti musicali: Alfa, Anna Castiglia, Bambole di pezza, Brunori Sas, BigMama,  Centomilacarie, Eugenio in Via Di Gioia, Franco126, Gabry Ponte, Gaia, Giorgio Poi, i Benvegnù, Il Mago del Gelato, Joan Thiele, Legno, Gio Evan, Lucio Corsi, Mondo Marcio, Shablo, Guè, Joshua, Tormento, Achille Lauro, Arisa, Elodie, Ermal Meta,  Giorgia, Andrea Cerrato, Anna and Vulkan, Anna Carol, Carl Brave, Sarah Toscano, Dente, Federica Abbate, Fulminacci, Gazzelle, Ghali, Giglio, Giulia Mei, Leo Gassmann, Luchè, Mimì, Orchestraccia, Mundial, Noemi,  I Patagarri, Pierdavide Carone, Rocco Hunt, Senhit, Serena Brancale, The Kolors, Tredici Pietro, Cyrus, Cosmonauti Borghesi, Joao Ratini, Save Our Souls, Vincenzo Capua, Cordio, Dinìche, Fellow
- Ospiti internazionali: Ele A
- Trasmesso in TV su: Rai 3, Rai 3 HD, Rai 4K e Rai Italia
- Trasmesso in radio su: Rai Radio 2
- Trasmesso in diretta streaming su: RaiPlay
- Spettatori in piazza: 100 000[66]
- Note: Il concerto è tornato a svolgersi in Piazza San Giovanni in Laterano.[66] L'esibizione dei Patagarri, che hanno urlato lo slogan "Palestina libera" durante l'esecuzione del brano tradizionale Hava Nagila, ha causato numerose polemiche da parte della comunità ebraica.[67]

## Ascolti
Nella tabella vengono riportati gli ascolti relativi alla messa in onda televisiva dell'evento, su Rai 3. 
| Anno | Rete televisiva | Orari                                | Anteprima      | Anteprima | Prima parte    | Prima parte | Seconda parte  | Seconda parte | Fonte  |
| Anno | Rete televisiva | Orari                                | Telespettatori | Share     | Telespettatori | Share       | Telespettatori | Share         | Fonte  |
| ---- | --------------- | ------------------------------------ | -------------- | --------- | -------------- | ----------- | -------------- | ------------- | ------ |
| 2010 | Rai 3           | 16:00-18:50 prima serata             | –              | –         | 973 000        | 10,73%      | 1 089 000      | 4,93%         | [ 70 ] |
| 2011 | Rai 3           | 16:00-18:50 prima serata             | –              | –         | 1 513 000      | 11,36%      | 2 562 000      | 11,19%        | [ 71 ] |
| 2012 | Rai 3           | 16:00-18:50 prima serata             | 1 239 000      | 9,28%     | 1 696 000      | 12,79%      | 1 606 000      | 6,8%          | [ 72 ] |
| 2013 | Rai 3           | 16:00-18:50 prima serata             | 1 129 000      | 9,63%     | 1 243 000      | 11,33%      | 1 829 000      | 8,7%          | [ 73 ] |
| 2014 | Rai 3           | 16:00-18:50 prima serata             | 914 000        | 7,66%     | 955 000        | 9,14%       | 919 000        | 3,87%         | [ 74 ] |
| 2015 | Rai 3           | 16:00-18:50 prima serata             | 960 000        | 7,23%     | 998 000        | 7,63%       | 934 000        | 4,25%         | [ 75 ] |
| 2016 | Rai 3           | 16:00-18:50 prima serata             | –              | 4,55%     | 983 000        | 6,43%       | 1 181 000      | 5,39%         | [ 76 ] |
| 2017 | Rai 3           | 16:00-18:50 prima serata             | 1 023 000      | 8,2%      | 1 308 000      | 10,6%       | 1 128 000      | 5%            | [ 77 ] |
| 2018 | Rai 3           | 16:00-18:50 prima serata             | 1 086 000      | 8,3%      | 1 109 000      | 8,7%        | 1 456 000      | 6,7%          | [ 78 ] |
| 2019 | Rai 3           | 15:00-16:00 16:00-18:50 prima serata | 799 000        | 6,6%      | 989 000        | 8,7%        | 1 210 000      | 5,7%          | [ 80 ] |
| 2020 | Rai 3           | 20:00-21:00 prima serata             | 2 177 000      | 8%        | 2 264 000      | 2 264 000   | 8,7%           | 8,7%          | [ 81 ] |
| 2021 | Rai 3           | 16:30-18:50 20:30-00:20              | 1 255 000      | 8,7%      | 1 347 000      | 8,5%        | 1 564 000      | 6,9%          | [ 82 ] |
| 2022 | Rai 3           | 15:30-16:30 16:30-19:00 21:15-00:20  | 959 000        | 8,6%      | 954 000        | 8,2%        | 1 667 000      | 10,4%         | [ 83 ] |
| 2023 | Rai 3           | 15:15-16:30 16:30-19:00 20:00-00:15  | 1 403 000      | 12,6%     | 1 445 000      | 11,8%       | 1 813 000      | 11,3%         | [ 84 ] |
| 2024 | Rai 3           | 15:15-16:30 16:30-19:00 20:00-00:15  | 1 286 000      | 11,1%     | 1 514 000      | 12,6%       | 1 837 000      | 11,9%         | [ 85 ] |
| 2025 | Rai 3           | 15:15-16:30 16:30-19:00 20:00-00:15  | 883 000        | 10,1%     | 1 097 000      | 12,4%       | 1 774 000      | 11,3%         | [ 86 ] |